# 15. Armee
La 15. Armee (15ª Armata) fu un'armata campale della Wehrmacht durante la seconda guerra mondiale.

## Storia
La 15. Armee fu istituita il 15 gennaio 1941 in Francia agli ordini del Generaloberst Curt Haase. Dal 1941 fino al 1944 essa difese le coste del Belgio e quelle della Francia settentrionale (Vallo Atlantico). Il suo quartier generale si trovava a Tourcoing presso Lilla. L'organico dell'armata ammontava a 230.000 soldati.
Dal settembre 1942 iniziarono massicci lavori tedeschi, dopo che Tourcoing era stata bombardata e un tentativo di sbarco alleato aveva avuto luogo a Dieppe (Operazione Jubilee). Parti del quartier generale sono oggi un museo.
Il 5 giugno 1944, verso le 21 e 15, i tedeschi ricevettero da Radio Londres (l'equivalente francese di Radio Londra) il segnale a loro noto, che la Resistenza francese diffondeva, che un'invasione alleata – la liberazione della Francia – stava per aver luogo. La Resistenza iniziò quindi azioni di sabotaggio alle infrastrutture, come ad esempio ai pali del telegrafo.
Dopo lo sbarco in Normandia del 6 giugno 1944, la 15. Armee provvide alla difesa di Le Havre, Boulogne, Calais e Dunkerque. Dopo la Liberazione di Parigi del 26 agosto 1944 gli Alleati iniziarono una veloce avanzata: unità tedesche si ritirarono precipitosamente (spesso lasciando in mano nemica armi pesanti e altri apparati di guerra).
Da metà settembre fino all'inizio del novembre 1944 essi combatterono tra la Schelda e la Mosa (battaglia della Schelda e operazione Pheasant) e ad Eindhoven. Infine il Comando d'Armata fu trasferito, mimetizzato, nella zona di Aquisgrana, per rilevare le truppe della 5ª Armata corazzata (Aquisgrana capitolò alla fine di ottobre 1944, quindi l'avanzata alleata si fermò sulla Linea Sigfrido). Infine era prevista l'offensiva delle Ardenne (dal 16 dicembre 1944). La 25ª Armata tedesca, stanziata nei Paesi Bassi quale riserva, assunse per motivi mimetici gli emblemi della 15ª. Da metà novembre a metà dicembre 1944 l'armata combatté sulla Linea Sigfrido nella zona di Aquisgrana. Dopo essa combatté fino a fine febbraio una guerra di posizione lungo il fiume Roer.
Dopo che gli alleati terminarono con successo le operazioni Blackcock e poi Grenade, la 15. Armee si ritirò sul Reno, ove si dissolse come parte del Gruppo di Armate B nell'aprile 1945 nella sacca della Ruhr.

## Impieghi
- Difesa delle coste continentali della Manica prima della occupazione alleata
- Operazione Market Garden (dal 17 al 27 settembre 1944)
- Battaglia della Schelda (Paesi Bassi) contro la 1ª Armata canadese dal 2 ottobre fino all'8 novembre 1944
- Battaglia sul triangolo del Roer (tra Roermond, Sittard e Heinsberg) (Operazione Blackcock) dal 14 al 26 gennaio 1945

## Comandanti
- Generaloberst Curt Haase – dal 15 gennaio al 30 novembre 1942
- Generale delle truppe corazzate Heinrich von Vietinghoff, detto Scheel – dal 1º dicembre 1942 al 7 agosto 1943
- Generaloberst Hans von Salmuth – dall'8 agosto 1943 al 24 agosto 1944
- Generale Gustav-Adolf von Zangen – dal 25 agosto 1944 al 18 aprile 1945